# Lova Sönnerbo
Lova Alvilde Sönnerbo (Stockholm, 11 augustus 1998), beter bekend onder haar artiestennaam Lova, is een Zweeds zangeres. In 2012 nam ze met het nummer Mitt modd deel aan het Junior Eurovisiesongfestival 2012.

## Biografie
Sönnerbo won op veertienjarige leeftijd met het nummer Mitt modd Lilla Melodifestivalen, de jeugdversie van Melodifestivalen. Hierdoor mocht Sönnerbo haar vaderland vertegenwoordigen op het Junior Eurovisiesongfestival 2012 in Amsterdam. Met 70 punten behaalde ze hier de zesde plaats.
Onder haar voornaam bracht Sönnerbo in februari 2018 haar debuutsingle You Me and the Silence uit. Het nummer groeide uit tot het meeste gedraaide nummer op de Zweedse radiozender P3 in 2018.
Tijdens de P3 Guld Awards werd ze genomineerd voor een prijs in de categorie Future artist op 19 januari 2019. In januari 2019 bracht Lova een nieuwe single uit. Later dat jaar volgde in september haar tweede ep A Gentleman's Guide uit. In het volgende jaar werkte Lova samen met Joakim Berg, Cassandra Ström en David Björk, waarmee ze de single Lonely ones uitbracht. 

## Discografie

### Albums
| Jaar | Titel    |
| ---- | -------- |
| 2021 | Grow-ish |

### Ep's
| Jaar | Titel               |
| ---- | ------------------- |
| 2018 | Scripted Reality    |
| 2019 | A Gentleman's Guide |

### Singles
| Jaar | Titel                                     |
| ---- | ----------------------------------------- |
| 2013 | Mitt mod                                  |
| 2018 | You, Me and the Silence                   |
| 2018 | Insecurities                              |
| 2019 | My Name Isn't                             |
| 2019 | I Can do Better                           |
| 2019 | Daddy Issues                              |
| 2020 | Jealous of my Friend                      |
| 2020 | Lonely Ones                               |
| 2020 | Black Concerse                            |
| 2020 | Oblivion (met Alex Holtti)                |
| 2021 | One Day Left (met TOMMI)                  |
| 2021 | Piece of Me (met Gryffin)                 |
| 2021 | Didn't Know Shit (met JC Stewart en Kina) |
| 2021 | Happy New Year                            |
| 2022 | One Too Far                               |
| 2023 | I Raised Your Boyfriend                   |
| 2023 | And the Oscar Goes To                     |
| 2023 | Ego                                       |

2003: The Honeypies ·
2004: Limelights ·
2005: M+ ·
2006: Molly Sandén ·
2007: Frida Sandén ·
2009: Mimmi Sandén ·
2010: Josefine Ridell ·
2011: Erik Rapp ·
2012: Lova Sönnerbo ·
2013: Elias ·
2014: Julia Kedhammar